# Völkermarkt
Völkermarkt (slovinsky Velikovec) je okresní město v rakouské spolkové zemi Korutany v okrese Völkermarkt. Žije zde přibližně 11 tisíc obyvatel.

## Geografie

### Poloha
Město se nachází na jihovýchodě Rakouska v severní části údolí Jauntal v nadmořské výšce 462 m n. m., severně od řeky Drávy na výrazné říční terasy, která příkře spadá na třech stranách. Jižní stranu tvoří koryto řeky Drávy, které bylo přehrazené elektrárnou Edling a dlouhým jezerem od roku 1962.
Völkermarkt leží na dohled od pohoří Karavanky na jihu a Saualpe na severovýchodě, přitom město samo o sobě leží na rovině a na vrchovině.

### Členění
Obec je tvořena 26 katastrálními územími (v závorce používané slovinské varianty):
| - Admont-Lassein (Volmat-Lesine) - Bei der Drau (Pri Dravi) - Greuth (Rute) - Gurtschitschach (Gurčiče) - Haimburg (Vovbre) - Höhenbergen (Homberk) - Kaltenbrunn (Mrzla Voda) - Klein St. Veit (Mali Šentvid) - Korb (Korpiče) - Mittertrixen (Srednje Trušnje) - Mühlgraben (Mlinski Graben) - Neudenstein (Črni Grad) - Niedertrixen (Spodnje Trušnje) | - Ob der Drau (Na Dravo) - Rakollach (Rakole) - Ritzing (Ricinje) - Ruhstatt (Ruštat) - St. Jakob (Šentjakob) - St. Peter am Wallersberg (Šentpeter na Vašinjah) - St. Ruprecht (Šentrupert) - Tainach (Tinje) - Töllerberg (Telenberk) - Völkermarkt (Velikovec) - Waisenberg (Važenberk) - Wandelitzen (Vodovnica) - Weinberg (Vinograd) |

Obec se skládá z následující 79 částí (v závorce používané slovinské varianty) (počet obyvatel dle sčítání v roce 2011)
| - Admont (Volmat) (42) - Aich (Dobje) (113) - Arlsdorf (Orlača vas)(55) - Attendorf (Vata vas) (38) - Bach (Potok) (67) - Berg ob Attendorf (Rute nad Vato vasjo) (60) - Berg ob Sankt Martin (Rute nad Šmartinom) (14) - Bergstein (Zakamen) (55) - Bischofberg (Zgornja Škofljica) (1) - Bösenort (Hudi Kraj) (16) - Dobrowa (Dobrava) (86) - Drauhofen (Dravski Dvor) (62) - Dullach I (Dole pri Šentpetru) (71) - Dullach II (Dole pri Tinjah) (63) - Dürrenmoos (Suho Blato) (347) - Frankenberg (Brankovec) (32) - Führholz (Borovec) (14) - Gänsdorf (Gosinje) (69) - Gattersdorf (Štriholče) (214) - Gletschach (Kleče) (15) - Greuth (Rute) (217) - Gurtschitschach (Gurčiče) (46) - Hafendorf (Čarče) (49) - Haimburg (Vovbre) (353) - Höhenbergen (Homberk) (64) - Hungerrain (Lačni Breg) (48) - Kaltenbrunn (Mrzla Voda) (107) - Klein Sankt Veit (Mali Šentvid) (250) - Korb (Korpiče) (96) | - Kremschitz (Hrunčiče) (101) - Krenobitsch (Hrenovče) (74) - Kulm (Hom) (24) - Ladratschen (Tračje) (27) - Lassein (Lesine) (65) - Lasseinerbucht (31) - Lippendorf (Lipovo) (68) - Mittertrixen (Srednje Trušnje) (175) - Neudenstein (Črni Grad) (71) - Niederdorf (Dolinja vas) (4) - Niedertrixen (Spodnje Trušnje) (19) - Obersielach (Gornje Sele) (129) - Obertrixen (Zgornje Trušnje) (18) - Oschenitzen (Olšenca) (141) - Penk (Klopče) (20) - Pörtschach (Poroče) (50) - Rakollach (Rakole) (25) - Rammersdorf (Ramovča vas) (75) - Ratschitschach (Račiče) (83) - Reifnitz (Ribnica) (111) - Reisdorf (Rička vas) (122) - Ruhstatt (Ruštat) (56) - Ruppgegend (Pri Rupu) (13) - Salchendorf (Žalha vas) (109) - Sankt Agnes (Sveta Neža, Šentaneža) (69) - Sankt Georgen am Weinberg (Šentjur na Strmcu) (104) - Sankt Jakob (Šentjakob) (178) - Sankt Lorenzen (Šentlovrenc) (56) | - Sankt Margarethen ob Töllerberg (Šmarjeta pri Telenberk) (161) - Sankt Martin (Šmartin) (34) - Sankt Michael ob der Gurk (Slovenji Šmihel) (153) - Sankt Peter am Wallersberg (Šentpeter na Vašinjah) (356) - Sankt Stefan (Šentštefan) (34) - Skoflitzen (Škofljica) (9) - Steinkogel (Pod Pečmi) (37) - Tainach (Tinje) (526) - Tainacherfeld (Tinjsko Polje) (20) - Terpetzen (Trpece) (20) - Töllerberg (Telenberk) (24) - Unarach (Vinare) (19) - Unterbergen (Podgorje) (54) - Unterlinden (Podlipa) (25) - Völkermarkt (Velikovec) (4616) - Waisenberg (Važenberk) (105) - Wandelitzen (Vodovnica) (34) - Watzelsdorf (Vacelna vas) (80) - Weinberg (Vinogradi) (41) - Wernzach (Brnce) (33) - Winklern (Vogliče) (35) - Wurzen (Gorce) (10) |

### Městská rada
Městská rada má 31 členů a je strukturována po komunálních volbách v roce 2015 takto:
- Sociálnědemokratická strana Rakouska - 16
- Svobodná strana Rakouska - 7
- Rakouská lidová strana - 6
- Zelení - 2

Starostou, který je volený přímo, je Valentin Blaschitz (Sociálnědemokratická strana).

## Známe osoby
- Julius Ringel (1889 - 1967) generál horských myslivců německého Wehrmachtu
- Stephanie Grafová (1973) bývalá lehká atletka